# Cusy
Cusy és un municipi francès situat al departament de l'Alta Savoia i a la regió d'Alvèrnia-Roine-Alps. L'any 2007 tenia 1.634 habitants.

## Demografia

### Població
El 2007 la població de fet de Cusy era de 1.634 persones. Hi havia 578 famílies de les quals 107 eren unipersonals (66 homes vivint sols i 41 dones vivint soles), 164 parelles sense fills, 258 parelles amb fills i 49 famílies monoparentals amb fills.
La població ha evolucionat segons el següent gràfic:
Habitants censats

### Habitatges

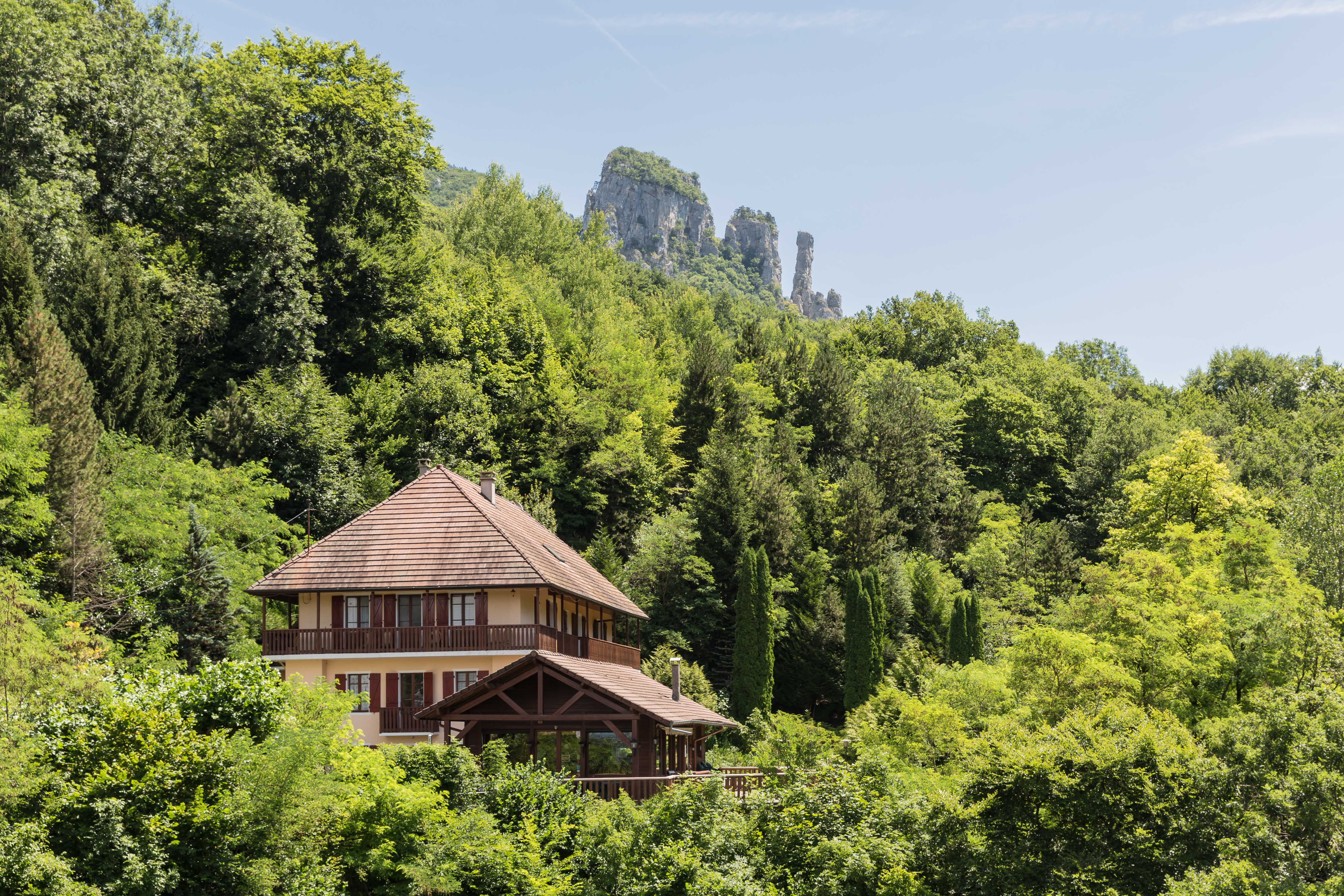

El 2007 hi havia 711 habitatges, 590 eren l'habitatge principal de la família, 63 eren segones residències i 58 estaven desocupats. 647 eren cases i 65 eren apartaments. Dels 590 habitatges principals, 490 estaven ocupats pels seus propietaris, 81 estaven llogats i ocupats pels llogaters i 18 estaven cedits a títol gratuït; 2 tenien una cambra, 26 en tenien dues, 81 en tenien tres, 149 en tenien quatre i 332 en tenien cinc o més. 548 habitatges disposaven pel capbaix d'una plaça de pàrquing. A 204 habitatges hi havia un automòbil i a 347 n'hi havia dos o més.

### Piràmide de població
La piràmide de població per edats i sexe el 2009 era:
| Homes | Edats   | Dones |
| ----- | ------- | ----- |
| 0     | 95 o +  | 1     |
| 0     | 90 a 94 | 1     |
| 2     | 85 a 89 | 5     |
| 6     | 80 a 84 | 2     |
| 37    | 75 a 79 | 34    |
| 33    | 70 a 74 | 49    |
| 25    | 65 a 69 | 28    |
| 30    | 60 a 64 | 18    |
| 32    | 55 a 59 | 30    |
| 52    | 50 a 54 | 25    |
| 72    | 45 a 49 | 55    |
| 41    | 40 a 44 | 56    |
| 46    | 35 a 39 | 40    |
| 40    | 30 a 34 | 52    |
| 14    | 25 a 29 | 26    |
| 22    | 20 a 24 | 23    |
| 45    | 15 a 19 | 49    |
| 58    | 10 a 14 | 50    |
| 54    | 5 a 9   | 50    |
| 35    | 0 a 4   | 27    |

## Economia
El 2007 la població en edat de treballar era de 1.035 persones, 798 eren actives i 237 eren inactives. De les 798 persones actives 750 estaven ocupades (416 homes i 334 dones) i 47 estaven aturades (15 homes i 32 dones). De les 237 persones inactives 66 estaven jubilades, 104 estaven estudiant i 67 estaven classificades com a «altres inactius».

### Ingressos
El 2009 a Cusy hi havia 621 unitats fiscals que integraven 1.699 persones, la mediana anual d'ingressos fiscals per persona era de 21.274 €.

### Activitats econòmiques
Dels 93 establiments que hi havia el 2007, 2 eren d'empreses extractives, 3 d'empreses alimentàries, 7 d'empreses de fabricació d'altres productes industrials, 24 d'empreses de construcció, 10 d'empreses de comerç i reparació d'automòbils, 1 d'una empresa de transport, 4 d'empreses d'hostatgeria i restauració, 4 d'empreses d'informació i comunicació, 3 d'empreses financeres, 2 d'empreses immobiliàries, 17 d'empreses de serveis, 13 d'entitats de l'administració pública i 3 d'empreses classificades com a «altres activitats de serveis».
Dels 26 establiments de servei als particulars que hi havia el 2009, 1 era una oficina de correu, 2 tallers de reparació d'automòbils i de material agrícola, 1 taller d'inspecció tècnica de vehicles, 2 paletes, 3 guixaires pintors, 6 fusteries, 3 lampisteries, 1 electricista, 1 empresa de construcció, 2 perruqueries, 1 veterinari, 1 restaurant, 1 agència immobiliària i 1 saló de bellesa.
Dels 6 establiments comercials que hi havia el 2009, 1 era una gran superfície de material de bricolatge, 2 fleques, 2 carnisseries i 1 una botiga de material de revestiment de parets i terra.
L'any 2000 a Cusy hi havia 27 explotacions agrícoles que ocupaven un total de 343 hectàrees.

## Equipaments sanitaris i escolars
L'únic equipament sanitari que hi havia el 2009 era una farmàcia.
El 2009 hi havia 1 escola maternal i 1 escola elemental.

## Poblacions més properes
El següent diagrama mostra les poblacions més properes.